# Maksim Tjermnych
Maksim Tjermnych (Макси́м Влади́мирович Че́рмных), född 5 september 1976 är en före detta rysk bandyspelare med moderklubb Uralskij Trubnik. Spelade därefter i Dynamo Moskva.